# 蒙格
蒙格（法語：Montgueux，法語發音：[mɔ̃ɡø]）是法国奥布省的一个市镇，位于该省中部偏南，属于特鲁瓦区和特鲁瓦香槟都会城市圈公共社区，其市镇面积为11.25平方公里，2022年1月1日时人口数量为388人。
蒙格是特鲁瓦香槟都会城市圈公共社区的组成部分，位于特鲁瓦市区以西大约5公里。

## 行政
蒙格的邮政编码为10300，INSEE市镇编码为10248。

## 地理

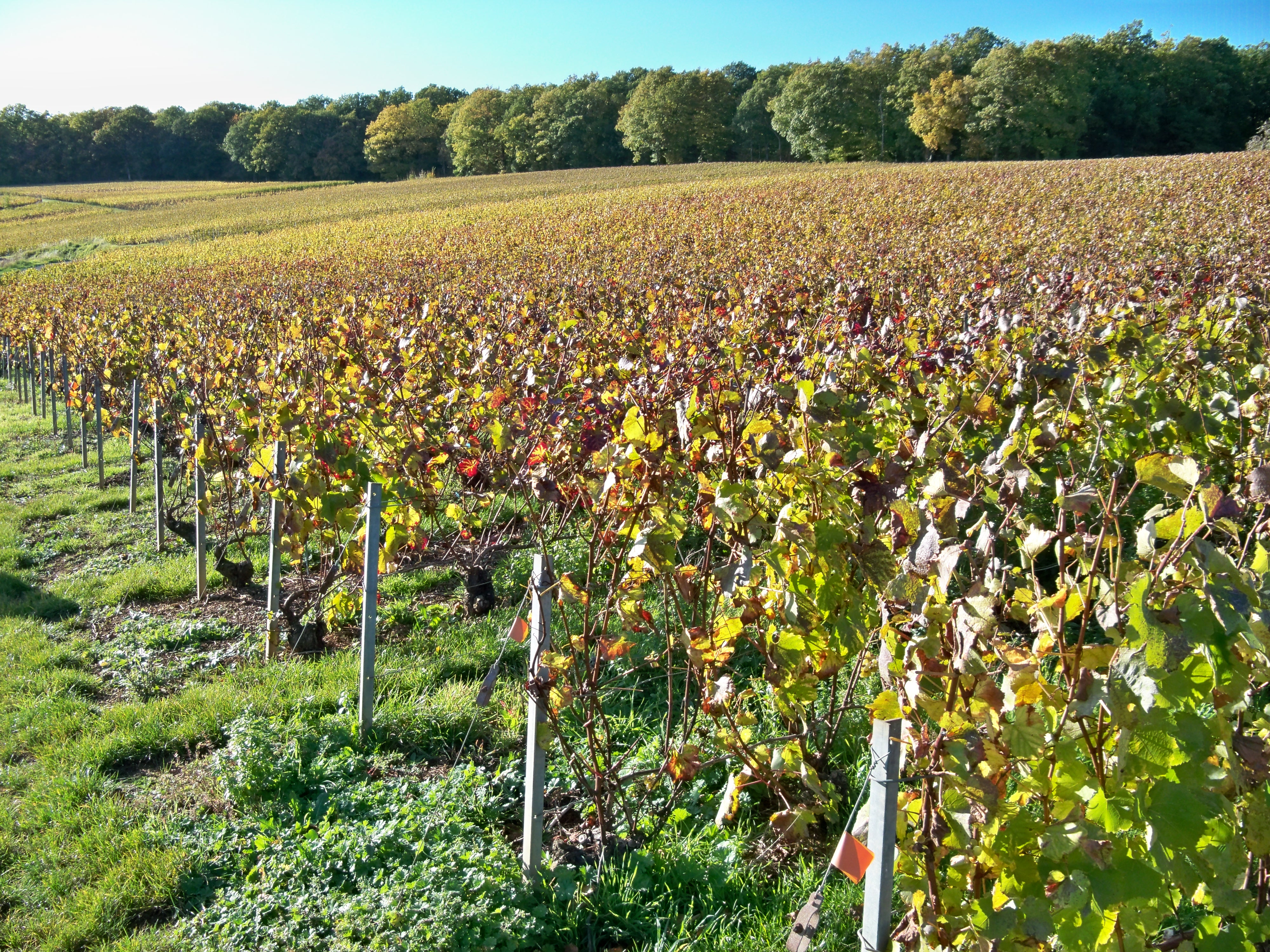
蒙格境内的葡萄园

蒙格（48°18'20"N, 3°57'34"E）位于法国中北部偏东，大东部大区西南部和奥布省中部。
与蒙格接壤的市镇包括：巴尔伯雷-圣叙尔皮斯、拉沙佩勒圣吕克、马塞、梅松、圣利耶、托尔维利耶。
蒙格属于塞纳河流域，境内地势平坦。
按照柯本气候分类法，蒙格属于温带海洋性气候，全年温差较小，降水分布均匀。

## 历史
蒙格一名来源于拉丁语，意为“哥特人之山”，历史上长期为一普通村落，境内广泛种植葡萄，是香槟产区之一，法国大革命后成为市镇。

## 交通
奥布省省道D15线、D60线和D660线经过蒙格境内。
特鲁瓦公交的1路、2路、5路和6路经过境内。

## 政治
现任蒙格市长为玛丽-泰蕾丝·勒鲁瓦女士（Marie-Thérèse Leroy），她是一名右翼无党派人士。

## 人口
| 年份   | 1936 | 1946 | 1954 | 1962 | 1968 | 1975 | 1982 | 1990 | 1999 | 2004 | 2009 | 2014 | 2017 |
| ------ | ---- | ---- | ---- | ---- | ---- | ---- | ---- | ---- | ---- | ---- | ---- | ---- | ---- |
| 人口數 | 221  | 197  | 213  | 231  | 231  | 274  | 346  | 360  | 372  | 409  | 402  | 405  | 399  |

## 建筑
蒙格圣十字教堂是法国国家文物保护单位。